# Ludwigia potamogeton
Ludwigia potamogeton är en dunörtsväxtart som först beskrevs av Marc Micheli, och fick sitt nu gällande namn av Kanesuke Hara. Ludwigia potamogeton ingår i släktet ludwigior, och familjen dunörtsväxter. Inga underarter finns listade i Catalogue of Life.